# ハッピートークさわやか新婚さん
ハッピートークさわやか新婚さん（ハッピートークさわやかしんこんさん）は、2008年9月27日までIBC岩手放送で放送されていたラジオ番組である。

## 概要
- 放送日時：開始当初は毎週土曜11時台に放送されていたが、2006年4月8日からは「サタデーおじゃま商店」の前身番組「神山浩樹のサタデーまねき猫」の開始に伴い同番組に内含され、12時台に開始時間が移動した。
- パーソナリティー：IBC女性アナウンサー陣が週替わりで担当。
- 提供：ホテルメトロポリタン盛岡・ヒラトヤブライダルファッション

結婚式を終えた、あるいは今後挙式予定の岩手県内在住カップルにIBC女性アナ陣がインタビューしていく番組。ABC・テレビ朝日系列で放送中の（1996年まではIBCテレビでも放送されていた）「新婚さんいらっしゃい!」とは全く異なる、地味なストレートトークが特徴だった。
エンディングでは「ハッピートーク三つの誓い」と題し、今後幸せな家庭を築く上での心構えをインタビュー相手のカップルに披露させる。また週によってはIBCラジオカー684レポートドライバーがホテルメトロポリタン盛岡結婚式場、或いは岩手県内ヒラトヤ各店から生中継という形をとる事もあった。
二戸地区のIBCラジオ難聴取対策として、カシオペアFMでも同時再送信されていた。